# Corona delle Fær Øer
La corona faroense è la moneta delle Fær Øer. Essa viene emessa dalla Banca nazionale danese. La corona delle Fær Øer non è una moneta indipendente ma è parte della corona danese, solo che le banconote riproducono motivi faroesi (principalmente animali e scenari naturali).
Non essendo una moneta indipendente, la corona faroense non ha il suo codice ISO 4217. Il codice ISO 4217 per la corona danese è DKK.
Le banconote danesi e quelle di Fær Øer sono cambiate senza alcun costo. Pur non essendo la valuta ufficiale delle isole Fær Øer, la corona danese è largamente accettata.
- 1 króna = 100 oyrur (sg. oyra)
- 100 krónur ≈ 13,40 euro (evrur, sg. evra in faroese)